# Ослеплённый желаниями (фильм, 2000)
«Ослеплённый желаниями» (англ. Bedazzled) — кинокомедия 2000 года режиссёра Гарольда Рамиса. Является ремейком одноимённого фильма 1967 года по сюжету Питера Кука и Дадли Мура. В главных ролях — Брендан Фрэйзер и Элизабет Хёрли.

## Сюжет
Эллиот Ричардс (Брендан Фрэйзер) является бесперспективным жителем Сан-Франциско со скучной работой и без настоящих друзей. Ему нравится его коллега Элисон Гарднер (Фрэнсис О’Коннор), но у него не хватает духу пригласить её на свидание. Когда так называемые друзья оставляют его одного в баре при неудачной попытке поговорить с Элисон, он вслух произносит, что пошёл бы на всё ради того, чтобы быть с Элисон. Его желание слышит сам Дьявол (Элизабет Хёрли) в облике прекрасной женщины. Она предлагает ему семь любых желаний в обмен на душу.
Как и следует ожидать от Дьявола, в любой подобной сделке есть уловки. Что ни попросит Эллиот, Дьявол исполняет желание таким образом, что Эллиоту не нравится результат.
- В качестве пробного желания он загадывает Биг Мак и кока-колу. Дьявол ведёт его в ближайший McDonald’s и делает заказ за Эллиота, причём Эллиоту самому приходится платить, ведь «даром ничего не достаётся».

Затем Дьявол везёт Эллиота на чёрном Lamborghini Diablo в свой ночной клуб в Окленде и убеждает его подписать внушительного размера контракт, прежде чем исполнять его дальнейшие желания:
1. Эллиот желает обрести богатство, власть и взять Элисон в жёны. Дьявол превращает его в колумбийского наркобарона Пабло Эскобара. Жена его презирает, крутя роман с учителем английского языка. Бизнес-партнёры готовятся захватить дело в свои руки и убить Эллиота.
2. Узнав о том, что Элисон нравятся эмоционально чувствительные мужчины, он желает стать таким. Дьявол делает его настолько чувствительным, что он проводит большую часть времени, плача от того, как прекрасен вечерний закат. Элисон это быстро наскучивает, и она, вопреки тому, что утверждала ранее, открыто говорит, что ей нужен мужчина, лишь притворяющийся чувствительным, а на самом деле желающий затащить её в постель, и уходит с таким.
3. Эллиот желает стать атлетом-суперзвездой. Дьявол делает его неукротимым двухметровым баскетболистом, но с крошечным пенисом и очень низким интеллектом (на что указывает довольно скудный словарный запас), что заставляет Элисон потерять всякий интерес к нему.
4. Эллиот хочет стать остроумным интеллигентом с крупным мужским достоинством. Дьявол превращает его во всемирно известного писателя, который оказывается гомосексуалом, проживающим с другим мужчиной.
5. Забросив личные желания, Эллиот решает делать всеобщее добро и просит сделать его Президентом США. Дьявол делает его Авраамом Линкольном за несколько минут до его убийства.

После каждого отверженного желания (набрав 666 на пейджере, иногда перед самой смертью), Эллиот возвращается к Дьяволу, которая винит его в том, что он некорректно формулирует свои желания, предлагая ему попробовать ещё. Эти встречи проходят в различных местах, где Дьявол играет каждый раз новую роль, совершая различные злодеяния — распуская школьников без домашнего задания, подменяя лекарства в больнице на конфеты (утверждая, что это плацебо), сбрасывая на стоянке счётчики на ноль и выписывая штрафы за неуплаченную стоянку. Роли, которые она играет (учительница, медсестра, полицейский и чирлидер), являются типичными для мужских сексуальных фантазий. В одной из вырезанных сцен она также одета в традиционный наряд французской горничной.
В конце концов, Эллиот возвращается на работу, решая подумать, прежде чем загадать два последних желания. Но Дьявол подмечает, что его просьба о Биг Маке и кока-коле считается одним из желаний, то есть у него осталось всего одно.
Пытаясь попросить помощи у Бога, Эллиот исповедуется священнику, который решив, что разговаривает с сумасшедшим, вызывает полицию, и Эллиота уводят в участок. Дежурный сержант помещает его в камеру, и Дьявол (в форме полицейского) уводит его. В камере заключения Эллиот встречается с загадочным незнакомцем (Гэбриел Кассеус), позже выясняется, что это сам Господь, который объясняет ему, что человек попросту не может продать свою душу, так как она принадлежит Богу. Эллиот возвращается к Дьяволу и просит её отменить контракт. Когда она не соглашается, Эллиот отказывается использовать своё последнее желание. Но так как существует временное ограничение на исполнение желаний, Дьявол в ярости телепортирует себя и его в Ад, где она превращается сперва в чёрное рогатое чудовище, а затем в огромную женщину с вилами. Когда Дьявол вынуждает произнести последнее желание, Эллиот выпаливает, что его последнее желание — чтобы Элисон была счастлива. Дьявол тяжело вздыхает и распадается на миллионы кусочков, а Эллиот падает в бездну Ада. Он просыпается на мраморной лестнице, считая, что он в Раю. Появляется Дьявол и объясняет, что это — здание суда (она наведывается к будущим клиентам — юристам), и что по условиям контракта (который никто никогда не читает) самоотверженное желание аннулирует сделку, так что душа Эллиота больше ей не принадлежит.
Перед расставанием Эллиот признаётся, что он сдружился с Дьяволом, несмотря на её манипуляции, чего она не оспаривает. Она лишь отвечает, что классическая битва между Богом и Дьяволом — бутафория. В конце концов, Рай и Ад можно найти на самой Земле — выбор за людьми. Этим Дьявол, возможно, намекает, что она является соратником Бога, посланной искушать людей, чтобы направить их на истинный путь. Этот намёк в конце фильма подтверждается дружеской игрой в шахматы Дьявола и Бога (несмотря на то, что она пытается подменить фигуры, пока её противник не смотрит на доску).
Эллиот, набравшись мужества, подходит к Элисон и приглашает её на свидание, но она отвечает, что у неё уже есть парень (что, вероятно, и явилось исполнением последнего желания Эллиота). Он грациозно принимает отказ, возвращается к своей жизни и знакомится с новой соседкой, Николь Руссо (которую играет также Фрэнсис О’Коннор), с которой начинает встречаться.

## В ролях
| Актёр               | Роль                                                                                      |
| ------------------- | ----------------------------------------------------------------------------------------- |
| Брендан Фрэйзер     | Эллиот Ричардс / Хефе / «Мэри» / Авраам Линкольн                                          |
| Элизабет Хёрли      | Дьявол                                                                                    |
| Фрэнсис О’Коннор    | Элисон Гарднер / Николь Руссо                                                             |
| Мириам Шор          | Кэрол / хозяйка пентхауса                                                                 |
| Орландо Джонс       | Дэниел / Дэн / Дэнни / Эстебан / пляжный атлет / Ламар Гарретт / доктор Нгегитигегитибаба |
| Пол Адельштейн      | Боб / Роберто / пляжный атлет / Боб Боб                                                   |
| Тоби Хасс           | Джерри / Алехандро / пляжный атлет / Джерри Тёрнер / Лэнс                                 |
| Гэбриел Кассеус     | сосед по камере / Бог                                                                     |
| Брайан Дойль-Мюррэй | священник                                                                                 |
| Джефф Дусетт        | дежурный сержант                                                                          |
| Аарон Ластиг        | менеджер Эллиота                                                                          |
| Рудольф Мартин      | Рауль                                                                                     |
| Джулиан Фёрт        | Джон Уилкс Бут                                                                            |
| Илья Мельников      | русский наркодилер                                                                        |